# Mur de Cisjordània

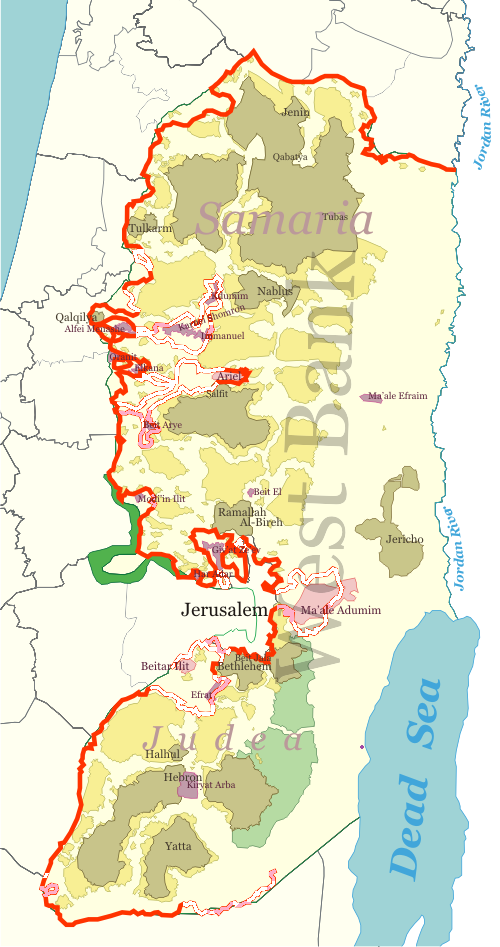
Traçat de la barrera, tal com fou establert el febrer de 2006.

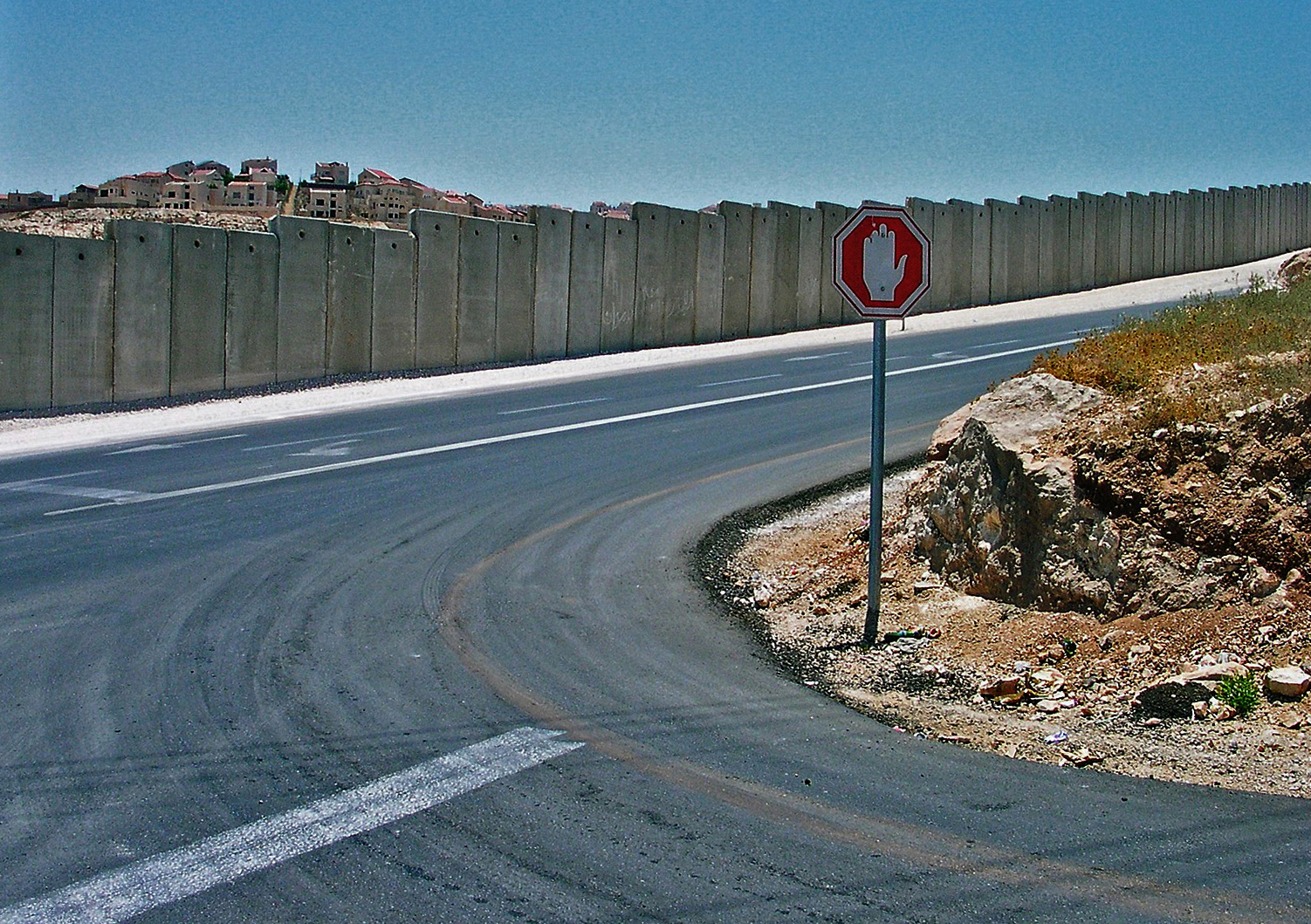
Prop de Jerusalem, juliol del 2005.

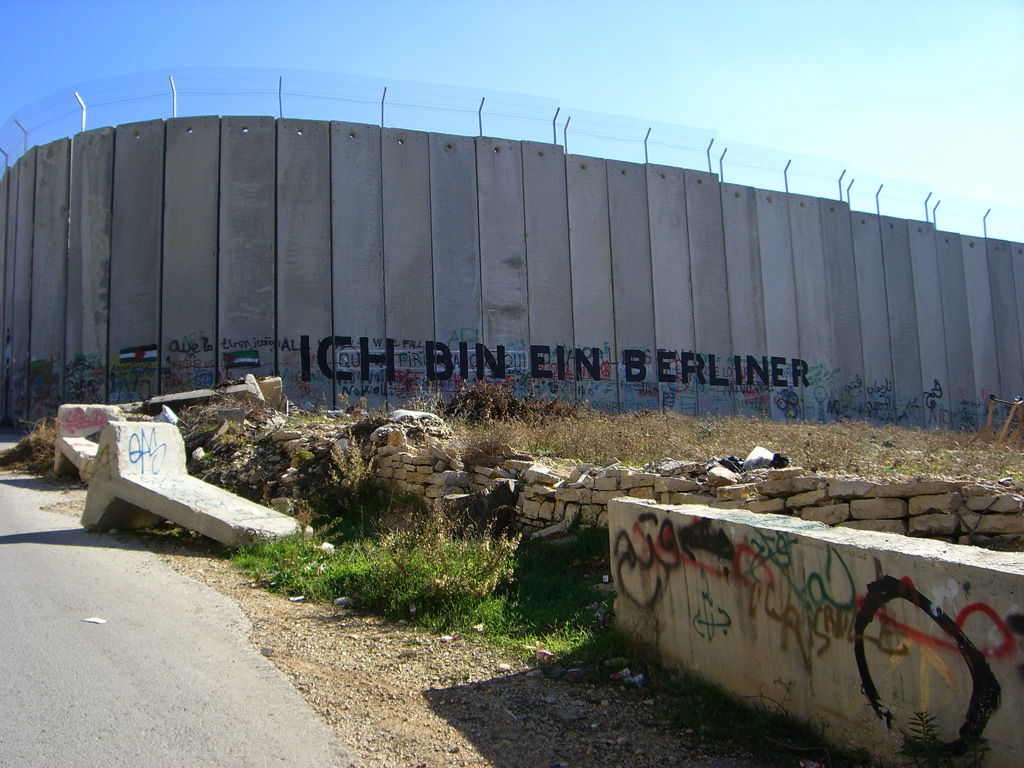
Una mica abans de Betlem, desembre de 2007

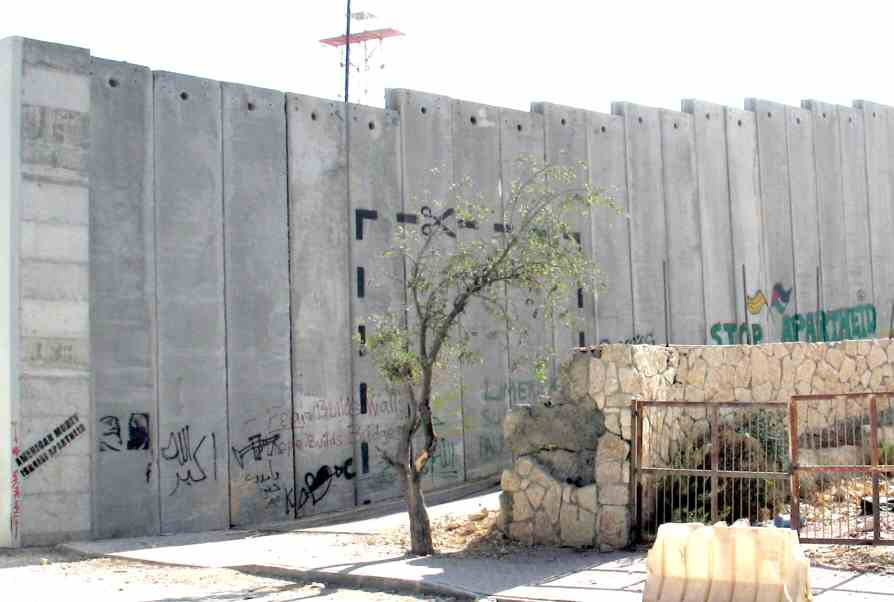
A la sortida de Betlem - agost de 2005.

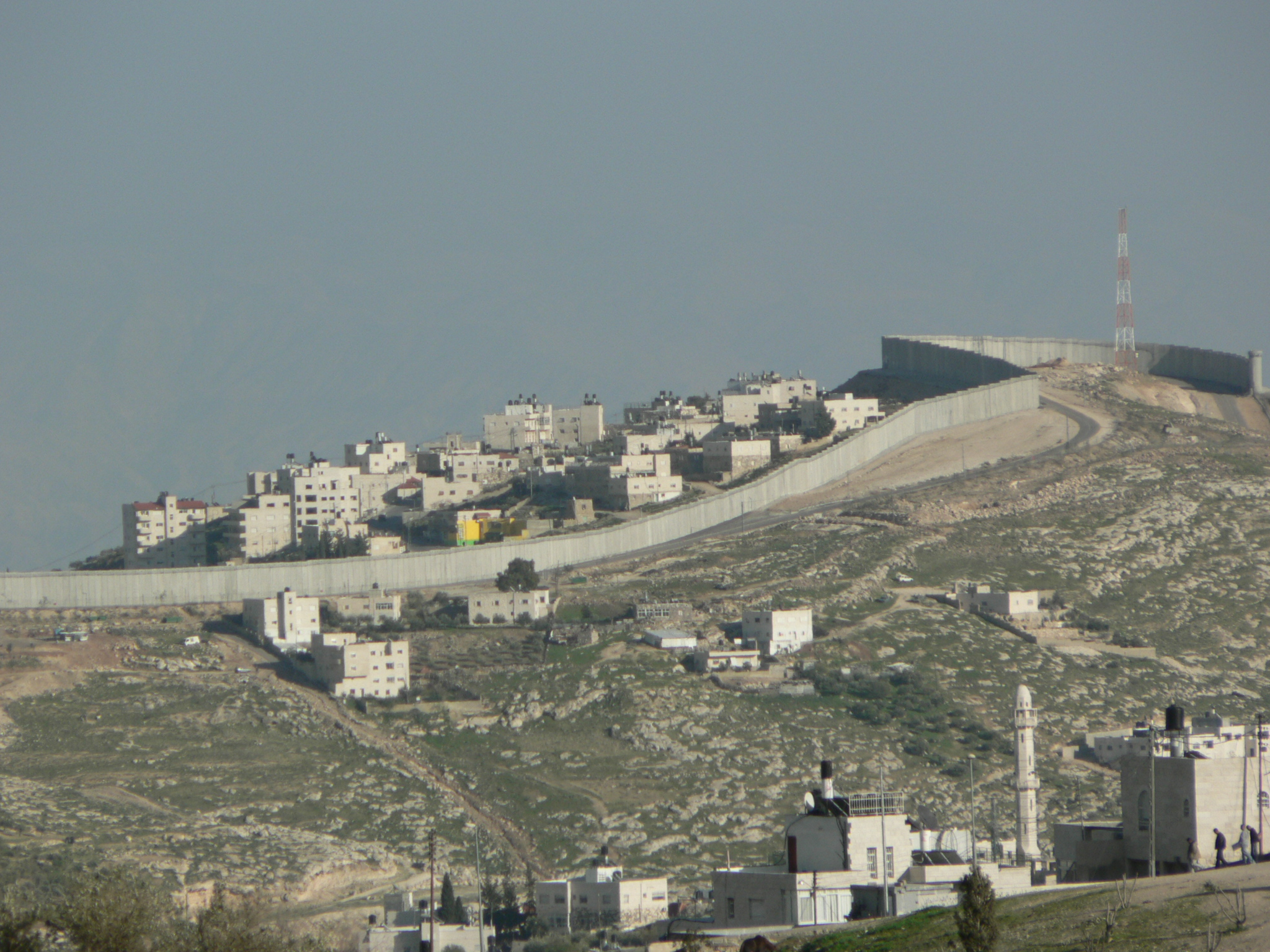
Mur de separació a Jerusalem Est, vist des de la Ciutat Vella. Alçària de vuit metres, aïlla Jerusalem de Cisjordània.

El Mur de Cisjordània o barrera de separació israeliana és una construcció a Cisjordània, Palestina, que està edificada per l'estat d'Israel des de l'estiu del 2002, sota els noms oficials en hebreu de «גדר ההפרדה - Geder HaHafrada» (literalment: reixa de separació), o tanca antiterrorista (hebreu «גדר אנטי-טרוריסטית») o també de vegades tanca de seguretat (hebreu «גדר הביטחון») i coneguda internacionalment com a mur de l'Apartheid (Apartheid Wall) o mur de la Vergonya. Segons han denunciat diverses resolucions de les Nacions Unides, organismes de drets humans i la Cort Internacional de Justícia es tracta d'un mur Il·legal que divideix els territoris palestins que ha suposat l'annexió de terres, i greus conseqüències contra la vida, la salut, els moviments, l'agricultura, l'economia i els drets bàsics de la població palestina. Segons les autoritats d'ocupació l'objectiu declarat d'aquesta mesura és de protegir la població israeliana impedint físicament tota «intrusió de terroristes palestins» sobre el territori israelià, pretext que ha estat rebutjat internacionalment.
L'existència i el traçat d'aquesta construcció, d'una longitud de més de 700 km, que inclou diversos grans blocs de colònies israelianes a Cisjordània, és discutida pel que fa als aspectes polítics, humanitaris i legals. L'Assemblea general de les Nacions Unides va adoptar, el 21 d'octubre de 2003, una resolució que condemnava la construcció d'un «mur» que envaeix «territori palestí ocupat» per 144 vots a favor i 4 en contra.
La Cort Internacional de Justícia (CIJ) declarà el 9 de juliol de 2004 il·legal la construcció d'Israel d'un mur de separació a Cisjordània, i l'ONU ha instat repetidament a Israel a retirar el mur. L'estat Israelià s'ha negat també a complir aquestes demandes.

## Denominacions
Els partidaris de la construcció reprenen el nom oficial de «barrera», o parlen de «tancat de seguretat israeliana», de « zona de costura», de «barrera antiterrorista» o fins i tot de «muralla de protecció». El ministeri d'Afers Exteriors de l'Estat d'Israel va publicar l'octubre de 2004 un tríptic oficial en llengua francesa titulat La tanca antiterrorista d'Israel, document disponible a les missions diplomàtiques d'Israel o a Internet
Els opositors a la barrera, incloent-hi les files dels moviments israelians d'esquerra, donen a la construcció el sobrenom de «mur de la vergonya» (per analogia amb el Mur de Berlín) o «mur d'annexió». Alguns d'ells s'hi refereixen igualment com a «mur de l'Apartheid» Per analogia amb el règim de segregació abolit el juny de 1991 a Sud-àfrica. El professor Gerald M. Steinberg, politòleg i investigador israelià, discuteix aquest vocabulari utilitzat pels detractors de la barrera que denota, segons ell, una estratègia de diabolització. En mitjans de comunicació es parla de «mur de seguretat» Quant als palestins (entre els quals els mitjans de comunicació de l'Autoritat palestina), aquests es refereixen sovint a aquesta barrera en llengua àrab per la definició política següent de «mur de separació racial» (jidar al-fasl al-'unsuri).
El govern israelià qualifica aquestes comparacions de «propaganda» i fins i tot de «manipulació de la història i de la realitat». Refuta també el terme de «mur» que no representaria la realitat de la construcció sobre almenys un 95% del seu traçat.

## Història
Des dels anys 1990, diversos polítics israelians de primer rang, com Yitshaq Rabbín i el seu govern laborista, defensen la idea d'una separació física dels palestins per evitar la multiplicació de les friccions entre les dues poblacions. Rabin estableix una comissió per discutir sobre la manera de concretar una barrera entre israelians i palestins.
De resultes de l'Atemptat de L'1 de juny de 2001 contra el Dolphinarium de Tel-Aviv, organitzacions civils reclamen a Israel una barrera hermètica com a solució a les intrusions terroristes. la Segona Intifada veu multiplicar-se els atacs palestins contra les poblacions civils israelianes.
El govern d'Ariel Xaron, reticent de manera inicial, acaba agafant el projecte per protegir les grans aglomeracions israelianes i converteix en hermètica la Línia verda de 1949 que delimita el territori en disputa de Cisjordània. Es tracta llavors de defensar igualment pel traçat d'aquesta futura separació els blocs d'assentaments jueus a l'est de Jerusalem més enllà de la línia verda: Ariel, Gush Etzion, Emmanuel, Karnei Shomron, Givat Ze'ev, Oranit, i Maale Adumim.
El traçat continuà evolucionant fins a la decisió del 30 de juny de 2004 del Tribunal Suprem d'Israel que assenyala una violació dels drets dels palestins i exigeix la redefinició del traçat en una trentena de quilòmetres. Valida d'altra banda la validesa fonamental de la construcció en tant que mesura de seguretat. El 9 de juliol de 2004, el Tribunal Internacional de Justícia, consultat per l'Assemblea General de l'ONU, estableix que es tracta d'una violació de la llei internacional.
El seu traçat fou modificat moltes vegades en 2004 i 2005 a petició dels palestins, dels israelians, dels europeus i de l'Alt Tribunal Suprem israelià. El 20 de febrer de 2005, el gabinet israelià aprovà un nou traçat de la barrera. Engloba 8,5% del territori de Cisjordània i 27.520 palestins del costat israelià de la separació.

## Estructura de la barrera
La major part de la barrera (si fa no fa un 90% de la seva longitud total) consisteix en un sistema de protecció multicapes de 50 m d'ample, és a dir que comprèn en traçats paral·lels:
- una pila piramidal de 6 bobines de filferro de punxes i un fossat al costat cisjordà
- un filat central equipat amb detectors electrònics
- filferro de punxes al costat israelià
- rutes per a les patrulles militars a cada costat del filat central;
- un camí de sorra ha de permetre identificar els rastres d'eventuals incursions.

Segons el Tribunal Suprem d'Israel, l'amplada total del sistema multicapes podrà atènyer fins a un màxim de 100 metres en certs indrets on els dissenyadors jutgin que la topografia així ho requereix.
Al principi, la barrera no fou construïda amb formigó més que en una petita porció de llocs, que no representaven més de 8 km, o sigui el 4% del recorregut. Aquesta construcció en formigó minimitza la superfície ocupada en el sòl per l'obra en aquests indrets. L'objectiu en aquests llocs és d'impedir eventuals trets de tiradors emboscats cap a les autopistes israelianes veïnes (principalment al llarg de l'autopista transisraeliana) o a les zones densament poblades a Jerusalem. En aquests casos, els murs en formigó són semblants en aparença als plafons d'aïllament sonor utilitzats de manera comuna a les rodalies de les autopistes.
Al final de la construcció, les seccions en formigó s'han d'estendre sobre un total de 72 km, o sigui el 10% de la longitud de la barrera.
Finalment, hi ha posts d'observació electrònics o vigilats per soldats al cantó israelià al llarg de tot el traçat. En certs punts de pas, hi ha controls per part de l'l'exèrcit israelià.

## Traçat geogràfic
Els 730 km de recorregut de la barrera són de naturalesa complexa. La barrera segueix la línia verda, però penetra profundament dins de Cisjordània, per integrar les colònies jueves.
Un 20% del traçat es troba precisament sobre la línia verda. La resta envaeix al territori cisjordà per englobar la major part de les colònies israelianes. S'aparta en certs indrets més de 23 quilòmetres de la línia verda. El seu traçat sinuós explica aquesta longitud molt més important que la de la línia verda, la qual fa aproximadament 320 km de llarg.
Algunes seccions de la barrera han estat construïdes sobre terres confiscades als palestins. En un informe recent, l'ONU ha precisat que el traçat més recent de la barrera preveu més segments construïts sobre la mateixa línia verda en comparació als precedents esbossos de traçat.

### Al nord de Tulkarem

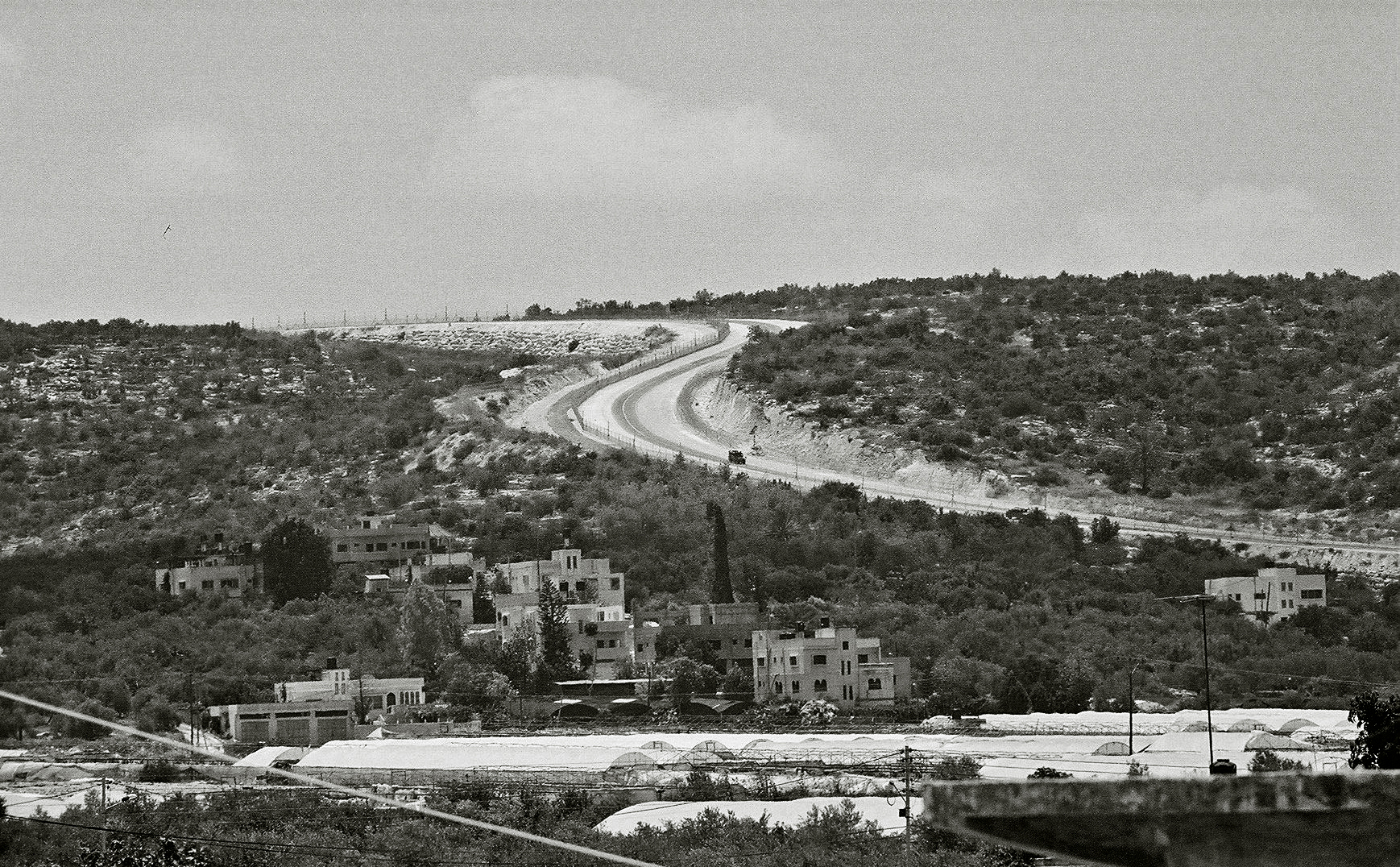
Prop de Tulkarem a Cisjordània, juliol del 2005

Al nord de Tulkarem, la barrera s'estén fins al Riu Jordà, sota la frontera amb Jordània. Sobre la part oriental, segueix aproximadament la línia verda. A nivell de la colònia de Reihan, la barrera penetra d'aproximadament 5 km dins de Cisjordània.
La mateixa ciutat de Tulkarem està aïllada de la rodalia per dos murs: d'un costat, un mur de separació (8 metres d'alçària), i de l'altre una barrera anomenada «barrera d'aïllament» que constitueix una extensió del mur, i crea un aïllament quasi total de la ciutat.

### Al voltant de Qalqilya

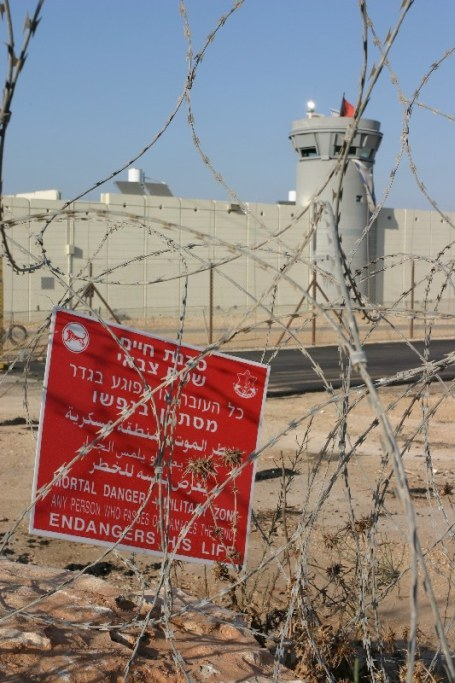
Mur de separació a Qalqilya amb mirador

La ciutat de Qalqilya al nord de Cisjordània és completament envoltada per la barrera amb el mur a l'oest. Els seus 50.000 habitants es troben aïllats de Cisjordània i Israel ha confiscat terres per a la construcció de la barrera.
S'ha construït una secció de paret de formigó de 8 metres d'alçària sobre la línia verda entre la ciutat i l'autopista veïna transisraeliana. El mur en aquest indret és descrit per Israel com l'«sniper wall» (mur del franctirador), i té com a objecte prevenir els atacs armats palestins en contra dels automobilistes israelians així com de la ciutat israeliana de Kfar Saba.
La municipalitat de Qalqilya pateix el fet que ja no pot vendre les seves mercaderies i es troba parcialment privada de la seva aigua. La situació és descrita com a insuportable i alguns estimen que la ciutat està probablement condemnada a decaure i els seus habitants (un 80% de refugiats palestins a marxar.
La ciutat és accessible per una carretera a l'est, així com un túnel construït el setembre de 2004 que la connecta al poble d'Habla que també està aïllat per un altre mur.
Segons el Palestinian Negotiations Affairs Department (NAD), 45% de les terres cultivades palestines (incloses una part de les més fèrtils) i un terç dels pous d'aigua de la ciutat, es troben a partir d'ara fora de la barrera, i els pagesos han de demanar d'ara endavant permisos a les autoritats israelianes per accedir a les seves terres situades d'altra banda de la barrera. El Tribunal Suprem d'Israel pren nota de les declaracions del govern que rebutja les acusacions d'annexions de facto d'aquests pous, i afirma que : « la construcció de la tanca no afecta a la implantació dels acords sobre l'aigua determinats en l'acord (interí) » Existeixen tres punts de pas en aquesta porció de la barrera, destinats a permetre als pagesos accedir a les seves terres, passos oberts tres vegades al dia durant un total de cinquanta minuts encara que, segons el NAD, siguin sovint tancats per a llargs períodes, la qual pot comportar la pèrdua de les collites per als pagesos. Un d'aquests passos va ser tancat l'agost de 2004 en represàlies contra un atemptat suïcida que va tenir lloc prop del punt de pas.
El Tribunal Suprem d'Israel va ordenar al govern modificar el traçat de la barrera en aquesta zona per tal de facilitar els desplaçaments dels palestins entre Qalqilya i cinc pobles propers. En el mateix judici, el Tribunal va rebutjar l'argument que afirma que el traçat havia de seguir precisament la línia verda, al pretext de la tipologia del terreny, de les seccions 43 i 52 de la Segona Convenció de la Haia de 1907 així com de l'article 53 de la 4a Convenció de Ginebra.

### A Jerusalem i al sud
A nivell de l'aglomeració urbana de Jerusalem, la barrera és constituïda per un mur de 8 metres. Aquest mur serpenteja entre els barris àrabs de Jerusalem, i a nivell del límit entre les aglomeracions de Jerusalem i de Betlem. En aquestes zones, el mur és situat fins a 5 km més enllà de la línia verda dins de Cisjordània. Travessa sobretot els barris d'Abu Dius, d'Azarieh al sud, fins a la carretera que permet l'accés a Betlem. Al nord, el mur voreja en part els límits de la municipalitat de Jerusalem, sobre la seva part annexada per Israel a Cisjordània.
Al sud de Jerusalem i Betlem, la barrera, en principi a nivell del bloc de colònies de Guuix Etzion, penetra fins prop de 10 km a Cisjordània. S'estén llavors aproximadament al llarg de la línia verda, però no es perllonga fins a la Mar Morta, i s'atura a aproximadament 20 km d'aquesta.

## Cost financer
Segons Amos Iaron, director del Ministeri de Defensa d'Israel : «El mur, des del punt de vista de l'enginyeria, és el major projecte mai realitzat a Israel. Cada dia, més de 500 artefactes mecànics pesats desplacen d'un indret a un altre milions de metres cúbics de terra. Cada quilòmetre costa aproximadament 10 milions de xéquels, o sigui aproximadament 2 milions d'euros el km. Així doncs, si el projecte és de 500 km de longitud, es pot considerar el seu cost total a més o menys 5000 milions de xéquels» (o sigui 1000 milions d'euros)

## Objectius de la barrera
Davant de les protestes, el missatge de les autoritats israelianes és sistemàticament que l'únic objectiu de la barrera és la seguretat dels israelians. El nombre creixent d'atemptats suïcides al final del mes de setembre de 2000 i des del començament de la Segona Intifada justifica aquestes mesures de seguretat. El govern d'Israel assenyala que han estat més de 1000 les víctimes mortes en aquests atemptats, mentre més de 3500 persones han mort en els atemptats i atacs d'Israel contra els palestins.
A més a més, quan es retreu que el traçat de la barrera inclou algunes de les colònies il·legals israelianes (com Ariel o Emmanuel) o inclou àmplies zones taps entre la barrera i les grans ciutats israelianes, l'Estat hebreu afirma que la barrera és exclusivament una mesura de seguretat, i en cap cas política, i que aquestes desviacions donen més temps a Israel per reaccionar en el cas que un «terrorista» franquegi el tancat amb l'objectiu de cometre un atemptat. Pretext il·legal i que ha estat rebutjat tant per l'ONU i altres instàncies internacionals.
Les autoritats d'ocupació intenten desmentir també la semblança amb el mur de Berlín o amb la societat d'apartheid a Sud-àfrica, i qualifiquen aquestes declaracions de propaganda palestina, maglrat que aquests termes han estat avalats per nombrosos observadors, organismes de drets humans i la mateixa ONU. Finalment, segons els seus autors la construcció de murs a certs indrets trobaria la seva justificació en el fet d'impedir el llançament de coets palestins en llocs on la barrera s'apropa a localitats israelianes, tot i que el llençament de coets de la resistència palestina i libanesa en resposta als atacs israelians i l'ocupació no ha fet me´s que créixer després de la construcció del mur .
El missatge d'Israel és el següent: «La barrera és una mesura temporal que Israel s'ha vist forçat a prendre fins que l'Autoritat Nacional Palestina es decideixi a posar fi al terrorisme».
Israel afirma també que la barrera pot ser desplaçada, com d'altra banda ja s'ha fet quan Israel va desplaçar les tanques establertes sobre altres territoris, i que no té raó d'existir més que si hi ha terrorisme. El govern israelià explica que podrà destruir la barrera i reprendre negociacions sanes amb l'Autoritat palestina així que el terrorisme s'haurà aturat. No obstant això, l'Autoritat Nacional Palestina insisteix, des de l'arribada al poder de Benjamin Netanhayu el 2009, en la necessitat prèvia de congelar la colonització a Cisjordània per reprendre les negociacions directes. D'altra banda, el cost desorbitat d'aquesta barrera (prop de mil milions d'euros) fa pensar a alguns que el seu traçat és definitiu i que Israel se'n servirà de base per a un futur acord sobre el traçat de les seves fronteres amb el futur Estat palestí, i annexarà així certes colònies, al marc eventual d'un intercanvi de territoris. No és l'opinió dels palestins, ni de la comunitat internacional (Assemblea General de l'ONU, Tribunal Internacional de Justícia), ni fins i tot de certes associacions de l'esquerra israeliana que consideren que l'objectiu de la barrera és veritablement polític.
Per als palestins i per observadors internacionals i organismes de drets humans, la barrera se situa doncs en un projecte d'expansió del territori israelià. Els objectius de seguretat de la construcció no serien més que un pretext per tal d'atreure els favors de l'opinió israeliana. La barrera no seria segons ells una mesura de seguretat provisional sinó una estratègia per annexar una part de Cisjordània, a la qual hi serien la quasitotalitat dels colons, i imposar de facto les fronteres d'un futur Estat palestí. Aquest fet faria, doncs, recular les fronteres d'un d'hipotètic Estat palestí. El govern israelià d'Ariel Xaron, que va desplegar els mitjans per realitzar aquest projecte, va declarar que aquesta barrera no prejutjaria en res el traçat (que ha de ser negociat encara) de la futura frontera entre Israel i una futura entitat palestina independent.
En el marc de la creació del futur Estat palestí, el traçat de la barrera oferiria a Israel una situació tàctica més favorable que la línia verda. Permetria sobretot ampliar el seu territori en el centre del país, allà on la seva amplada no supera de vegades els quinze quilòmetres, i d'ampliar el Corredor de Jerusalem. Gran part del territori de Cisjordània situat a prop de la Línia Verda està ara poblada per colons jueus. Els israelians sostenen que la línia verda és una línia d'armistici que correspon als problemes de la relació de forces militars entre Israel i Transjordània el 1949 i no als problemes de la pau amb els palestins. Tanmateix, el principi d'un intercanvi de terres, en contrapartida de les zones annexades per la barrera ha estat acceptat per Israel en el moment de les precedents negociacions.
Pel que fa a l'objectiu anunciat pels israelians, la barrera ha millorat la seguretat del país i s'ha apaivagat la situació a Cisjordània : després d'un pic en el nombre d'atemptats el 2002, aquest ha baixat de manera constant des de 2009 i 2010. Fins i tot hi ha hagut anys sense atemptats en territori hebreu. Segons una relació de l'exèrcit israelià de novembre de 2010, el terrorisme estaria a punt de desaparèixer de Cisjordània, sobretot gràcies al treball conjunt dels serveis de seguretat israelians i palestins. En paral·lel, el govern israelià ha establert un pla de comunicació que insisteix en el fet que aquest recent apaivagament hauria permès començar un creixement econòmic d'un 9% a Cisjordània el 2010, sovint atribuït al treball de Salam Fayyad, primer ministre de l'Autoritat Nacional Palestina.
Altres s'interroguen sobre la coherència de la política antiterrorista israeliana, ja que pobles palestins estan d'ara endavant situats a l'oest de la barrera. Alguns suposen també, referint-se a l'exemple del pla Dalet de 1948, que en impedir als palestins que viuen prop de la barrera portar una vida normal, Israel esperaria obligar-los a anar-se'n de la seva terra per refugiar-se més a l'interior de Cisjordània.
Entre els detractors de la barrera, Gadi Algazi, professor a la universitat de Tel-Aviv (a Israel), evoca a Le Monde diplomatique de novembre de 2005 un projecte que apunta a dividir Cisjordània en «bantustans». Es tractaria segons ell de cantons, estrictament limitats i impossibles d'accedir-hi sense passar per controls de l'exèrcit israelià o per la barrera. En trossejar literalment Cisjordània, Israel voldria poder controlar-la completament i impedir tota organització o comunicació en els diversos cantons. Meron Rapoport, periodista israelià, parla de tres cantons: el primer el de Jenin a Ramal·lah (part nord de Cisjordània), el segon el de Betlem a Hebron (part sud de Cisjordània) i el tercer al voltant de Jericó (en l'est de Cisjordània).
Avui, el traçat ha estat revisat i aquesta òptica de les coses sembla menys plausible. Tanmateix, amb la construcció de la barrera al voltant de Jerusalem, sembla sempre possible que la barrera es dirigís un dia a dividir Cisjordània en una part nord i una part sud.
Per Ban Ki Moon, secretari general de l'ONU "El mur restringeix severament el moviment i l'accés dels palestins a Cisjordània, talla les terres i l'accés als recursos necessaris per al desenvolupament palestí i continua soscavant els mitjans de vida agrícoles i rurals a tota Cisjordània".

## Conseqüències
Un estudi estadístic realitzat pel Ministeri d'afers exteriors israelià afirma que la construcció de la «barrera de separació» ha permès reduir el nombre d'infiltracions d'activistes palestins i d'atemptats suïcides en territori israelià, fins i tot si alguns volen explicar aquesta baixada pels acords amb l'Autoritat Nacional Palestina. Els opositors a la barrera denuncien l'atemptat contra els drets humans que representa i posen per davant les dificultats de desplaçament que implica, la pèrdua d'accés a terres cultivades per als pagesos, la divisió de certs pobles i l'enclavament i fins i tot el tancament de les poblacions.

### Sobre la seguretat dels israelians
Des del nord de Cisjordània, les estadístiques mostren que:
- entre abril i desembre de 2002, abans de la construcció de la barrera, 17 atacs suïcides foren comesos per activistes infiltrats;
- el 2003, mentre la barrera era construïda, 5 atacs suïcides foren comesos per activistes infiltrats.

Per contra, en la part del sud de Cisjordània, on la tanca de seguretat no havia estat construïda :
- entre abril i desembre de 2002, 10 atacs suïcides foren comesos per activistes palestins infiltrats;
- el 2003, 11 atacs suïcides foren estat comeses per activistes infiltrats.

Segons aquesta relació, la construcció de la «barrera de seguretat» permet reduir fortament el nombre d'infiltracions, i redueix en conseqüència el nombre d'atemptats terroristes i, per tant, salva vides.
Responsables palestins expliquen aquestes xifres pel canvi d'estratègia dels moviments palestins en negociació amb l'Autoritat Nacional Palestina per posar fi als atemptats.

### Sobre la vida dels palestins
Nombroses ONG palestines, israelianes i internacionals, així com l'ONU, han descrit l'impacte humanitari de la barrera sobre la vida dels palestins.
- impediria un lliure accés a la salut, sobretot per als nens[45]
- seria la causa de la destrucció d'una part de l'economia palestina[46]
- divideix famílies[47]
- contravindria el lliure accés als llocs sants, tant per als musulmans com per als cristians de Cisjordània.[14]

L'ONU indica en un informe que:
…és difícil exagerar l'impacte humanitari de la Barrera. El recorregut dins de Cisjordània separa les comunitats, l'accés de les persones als serveis, mitjans de vida i serveis religiosos i culturals. A més, els plans de la ruta exacta de la barrera i els punts de pas a través d'ella sovint no es revelen plenament fins dies abans que comenci la construcció. Això ha portat a una considerable ansietat entre els palestins sobre com les seves vides futures es veuran afectats ... La terra entre la barrera i la Línia Verda constitueix una de les més fèrtils de Cisjordània. En l'actualitat és la llar de 49.400 palestins que viuen a Cisjordània en 38 pobles i ciutats.
A principis d'octubre de 2003, el comandament central de l'exèrcit declara la zona entre la barrera de separació i la línia verda sobre la secció septentrional zona militar tancada per un període indefinit. Les noves directives indiquen que tot palestí de més de 12 anys que visqui en aquesta zona tancada pot obtenir un «estatut de resident permanent» de l'administració civil que li permetrà continuar vivint a casa seva. Els altres residents de Cisjordània hauran d'obtenir un permís especial per entrar en aquesta zona.
En maig de 2004, la construcció dels murs i filferros espinosos de la barrera ja havia provocat el desarrelament de 102.320 oliveres i arbres de cítrics, enderrocat 75 acres d'hivernacles i 37 km de conductes d'irrigació. A hores d'ara, el mur-barrera s'estén al llarg de 15.000 dunums (15 km²;) de terres confiscades, a només alguns metres de petits pobles o caserius. Al començament del 2003, amb l'objectiu de desplaçar una secció del mur cap a la línia verda, un mercat de 63 botigues fou enderrocat per l'exèrcit israelià al poble de Nazlat Issa, després que els propietaris rebessin un avís només 30 minuts abans L'agost d'aquest any, 115 botigues suplementàries que constituïen una font important d'ingressos per a diverses comunitats, i 5 de les 7 cases van ser igualment enderrocades en aquest lloc

## Punt de vista jurídic

### Lleis internacionals i drets humans
L'octubre del 2003, una resolució de les Nacions Unides que declarava il·legal la barrera allà on s'apartava de la línia verda i que havia de ser demolida va ser vetada pels EUA al Consell de Seguretat de Nacions Unides. Al desembre del 2003, l'Assemblea General de les Nacions Unides va adoptar la resolució ES-10/14 en una sessió especial d'emergència. per 90 vots a favor, 8 aen contra i 74 abstencions. La resolució incloïa una petició al Tribunal Internacional de Justícia per tal que emetés una opinió consultiva sobre la qüestió següent:.
«Quines són en dret les conseqüències de l'edificació del mur que Israel, potència ocupant, està construint al territori palestí ocupat, inclòs l'interior i el perímetre de Jerusalem-Est, segons allò que està exposat en la relació del Secretari general, tenint en compte les normes i els principis del dret internacional, sobretot la quarta Convenció de Ginebra de 1949 i les resolucions que sobre la qüestió ha emès el Consell de seguretat i l'Assemblea general ? ».
El Tribunal va concloure que la barrera violava la llei internacional. El 20 de juliol del 2004, l'Assemblea General de les Nacions Unides aprovava la resolució ES-10/15, que condemnava la construcció de la barrera, amb 150 vots a favor i 10 abstencions. 6 països van votar en contra: Israel, els Estats Units, Austràlia, els Estats Federats de Micronèsia, les Illes Marshall i Palau. Els Estats Units i Israel refusaren el veredicte de la resolució. Els 25 membres de la Unió Europea van votar a favor de la resolució després que s'inclogués una esmena que feia una crida a israelians i palestins a acomplir les seves obligacions segons el que s'estableix en el pla de pau del "full de ruta".

### Decisions de la justícia israeliana
El govern israelià apel·la al dret de defensar els seus ciutadans contra el terrorisme, que és inclòs en el dret internacional.
El 30 de juny del 2004, el Tribunal Suprem d'Israel no va qüestionar l'existència de la barrera de separació peròva ordenar que el seu traçat fos modificat
El 15 de setembre del 2005, el Tribunal Suprem d'Israel va determinar per unanimitat que una part de la barrera de separació era il·legal i va demanar al govern d'Ariel Xaron de reestudiar el traçat prop de la colònia d'Alfei Menashe.
El 4 de setembre del 2007, el Tribunal Suprem d'Israel demana al govern que modifiqui el traçat de la barrera de separació prop del poble de Bil'in sobre la base del perjudici que es causa als vilatans per la superfície de terres aïllades i el nombre d'oliveres arrencades.

## Opinions públiques

### Reacció de la societat civil palestina
El 9 de juliol de 2005, amb ocasió de l'aniversari de l'opinió emesa per la Cort Internacional de Justícia, la societat civil palestina, per veu de 171 organitzacions, inicia la campanya de boicot, desinversions i sancions.

### El mur i l'art

Pintura mural de Mr. Cana, Check point de Qalandia - 2008

Simone Bitton n'ha fet una pel·lícula documental, Mur, que relata, a través d'entrevistes de persones més o menys implicades (els constructors d'aquest mur no són els mateixos israelians, sinó gent d'altres nacionalitats), de gent que l'envolta i d'Amos Iaron, Director del Ministeri de Defensa israeliana, el seu impacte sobre la vida quotidiana.
El 2007, un realitzador francès, Franck Salomé, va realitzar Un mur a Jerusalem sobre les conseqüències específiques del mur sobre la ciutat i els seus voltants.
El realitzador palestí Nizar Abu Zayyad ha creat un documental curt, Till When, sobre les condicions de vida dels palestins a causa d'aquest mur. La realitzadora Halima Elkhatabi, a la pel·lícula documental El cap contra el mur, dona la paraula a israelians dissidents que s'oposen activament a l'ocupació i a la construcció del mur de separació.
El mur mateix és el suport d'obres d'art compromès, en forma de tags, grafits i cartells més o menys creatius, alguns dels quals són realitzats per artistes coneguts, per exemple els cartells del fotògraf JR, els frescos de l'artista de carrer anglès Banksy o les pintures i grafits de Monsieur Cana, que treballa igualment als camps de refugats.

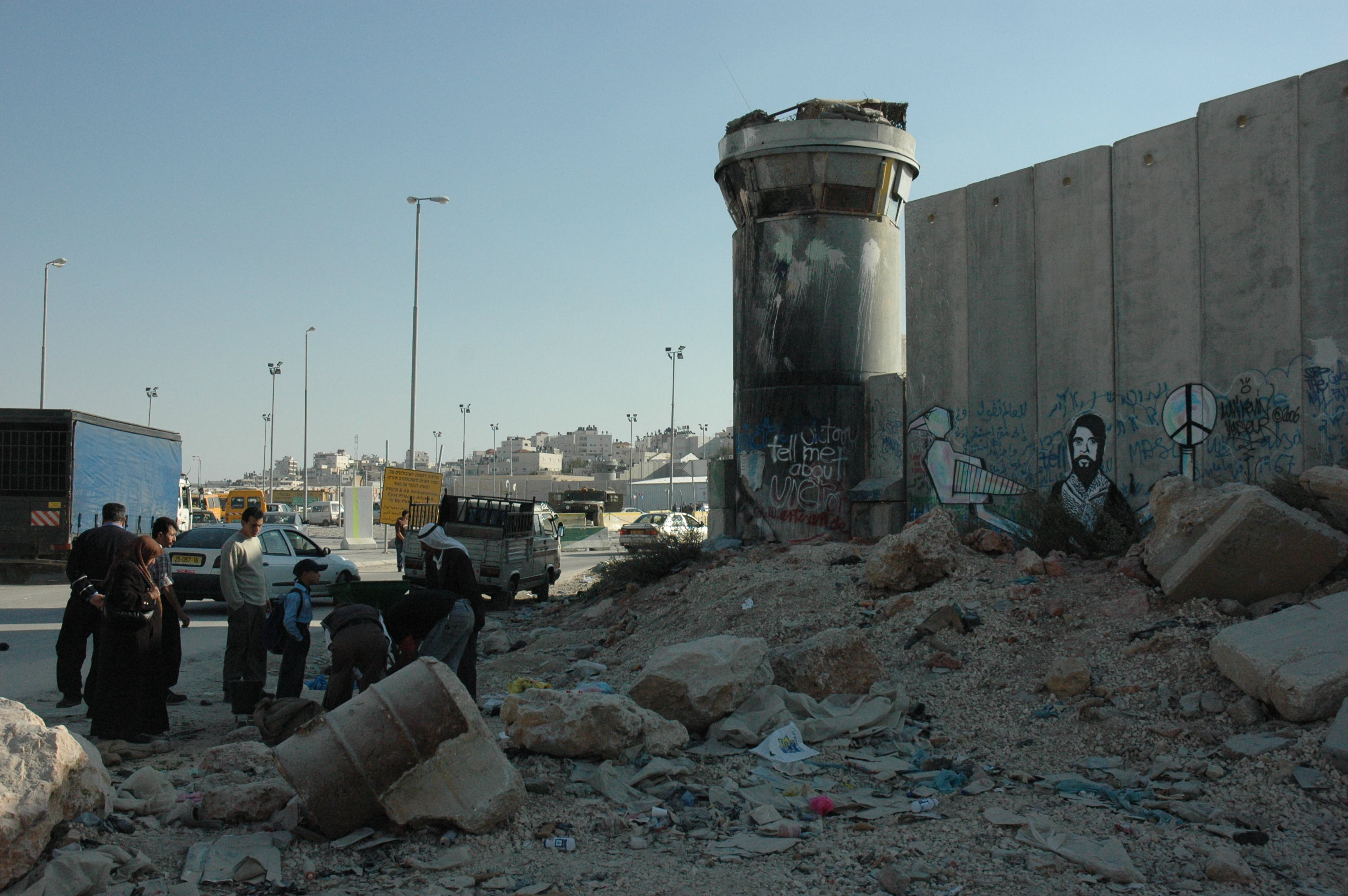
Graffiti de Monsieur Cana, 2006
Graffiti de Banksy.
Prop de Betlem - 2005
Betlem
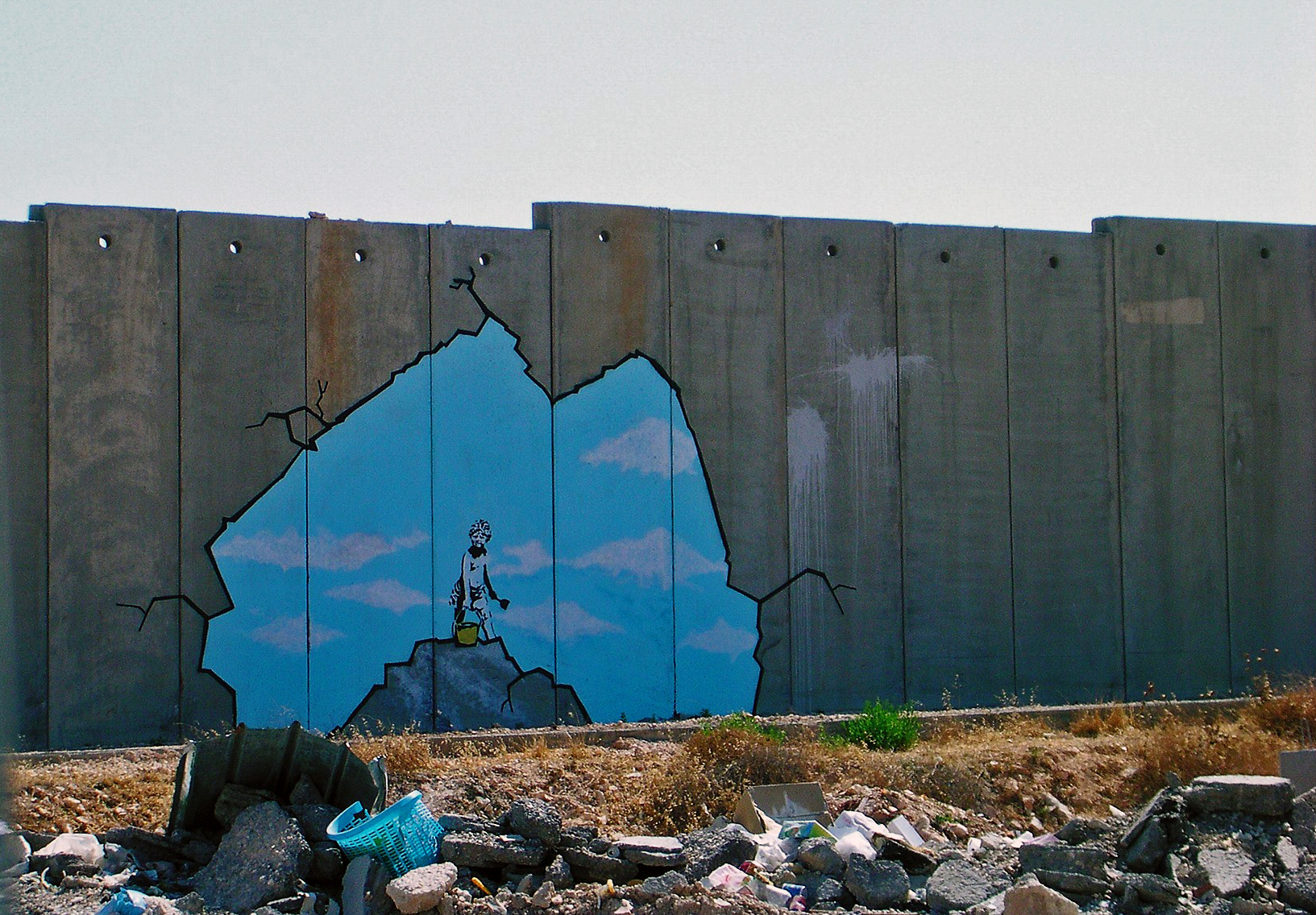
Prop de Qalandia - juliol del 2005
Grafit a Betlem
«Benvinguda a Jerusalem ! »